# Brostep
Brostep-ul reprezintă varianta comercială și agresivă a dubstep-ului, îndepărtându-se totodată de adevăratele origini ale dubstep-ului. Față de dubstep care constă în linii de subbas, frecvențe joase și metode de obținere a dub-ului, brostep-ul se bazează pe frecvențe medii și înalte. Brostep-ul a început odată cu Skrillex în anul 2010 atunci când acesta a încercat să creeze un hibrid, combinând genul de muzică electro cu genul de muzică nu metal (electronic metal music).